# Rue Sainte-Anastase
Rue Sainte-Anastase är en gata i Quartier des Archives i Paris tredje arrondissement. Gatan är uppkallad efter Couvent des Hospitalières de Sainte-Anastase. Rue Sainte-Anastase börjar vid Rue de Turenne 69 och slutar vid Rue de Thorigny 12.

## Omgivningar
- Saint-Denys-du-Saint-Sacrement
- Impasse Saint-Claude
- Rue Saint-Claude
- Rue du Roi-Doré
- Rue Debelleyme

## Bilder
| - Gatuskylt. - Saint-Denys-du-Saint-Sacrement. - Kyrkans klocktorn fotograferat från Impasse Saint-Claude. |

## Kommunikationer
- Tunnelbana – linje  – Saint-Sébastien – Froissart
- Busshållplats Saint-Claude – Paris bussnät, linje 96

### Webbkällor
- ”Rue Saint-Anastase”. Mairie de Paris. https://web.archive.org/web/20150910065031/http://www.v2asp.paris.fr/commun/v2asp/v2/nomenclature_voies/Voieactu/9020.nom.htm. Läst 19 oktober 2023.
- ”Rue Saint-Anastase”. Les rues de Paris. https://web.archive.org/web/20190920063622/http://www.parisrues.com/rues03/paris-03-rue-sainte-anastase.html. Läst 19 oktober 2023.